# Henrik Neubauer
Henrik Neubauer, slovenski baletni plesalec, koreograf, umetniški vodja, zdravnik, režiser in pedagog, * 17. april 1929, Golnik, Slovenija, † 2024.

## Življenje
Z baletom se je začel ukvarjati leta 1944, ko je obiskoval baletno šolo M. Kirbosa. Sprva je bil baletni zborist, nato solist ljubljanskega Baleta od leta 1946 do 1957, vmes je leta 1953 diplomiral na Srednji baletni šoli v Ljubljani, med 1957 in 1961 je bil asistent na Medicinski fakulteti v Ljubljani, nato je bil do leta 1972 vodja baleta in koreograf ljubljanskega Baleta, od 1972 do 1982 je bil direktor in umetniški vodja Festivala Ljubljana, od 1984 do 1986 umetniški vodja Opere in Baleta v Mariboru. Koreografsko se je vmes izpopolnjeval v Moskvi, Leningradu in v ZDA. Od leta 1989 do 2002 je predaval na Akademiji za glasbo Univerze v Ljubljani na pevskem oddelku in Operni šoli, za katero je leta 1997 pripravil program študija. 1997 je bil izvoljen za izrednega, 2004 za rednega profesorja AG. Leta 2008 je pripravil tudi program opernega oddelka za načrtovano Glasbeno akademijo mariborske Univerze v Velenju. Leta 1995 je oživil delovanje Društva baletnih umetnikov Slovenije, ki ga je vodil do leta 2001, od leta 2002 do 2009 je bil predsednik Slovenskega komornega glasbenega gledališča.
Kot plesalec in koreograf je nastopil v večini najpomembnejših klasičnih in modernih baletov. Leta 1975 je režiral v mariborski Operi Gotovčevo opero Ero z onega sveta in od takrat do danes zrežiral več kot 30 oper in operet (Tosca, Trubadur, Carmen, Traviata, Gorenjski slavček idr.)
Za svoje delo je prejel več nagrad in priznanj, med drugim leta 2009 Zlati red za zasluge Republike Slovenije in leta 2024 Prešernovo nagrado za življenjsko delo.

## Dela
Kot soavtor je sodeloval pri številnih enciklopedičnih edicijah, imel pa je tudi nekaj odmevnih mednarodnih predavanj. Spisal je tudi več kot 30 knjig in prek 500 strokovnih člankov s področja opere in baleta.
- Razvoj baletne umetnosti v Sloveniji v dveh delih,
- Glasbenogledališka dela slovenskih skladateljev,
- Gib skozi stoletja,
- Klasični balet I in II,
- Ples skozi stoletja,
- 80 let slovenskega baleta,
- Baletni besednjak,
- Vodnik po operah slovenskih skladateljev,
- Vodnik po baletih slovenskih skladateljev,
- Razmišljanja o prihodnosti operne umetnosti v Sloveniji,
- Razmišljanja o gledališki kritiki,
- Svet odrske igre,
- Razmišljanja o položaju baletne umetnosti v svetu in pri nas,
- Slovenska literarna dela na glasbenogledališkem odru,
- Karakterni plesi - Plesi evropskih narodov na gledališkem odru,
- Od možička do Arhitekture tišine,
- Osnove koreografije,
- Opereta v Sloveniji,
- Spomini s potovanj,
- Obračun - moje delo in življenje
- Ljubljanska opera med drugo svetovno vojno 1941-1945
- Slovenski gledališki leksikon (soavtor) (COBISS)
- Petnajst let delovanja Javnega sklada Republike Slovenije za kulturne dejavnosti
- Davorin Jenko in njegova glasba za gledališče
- Slovenske opere - Od Belina do Božjega delca
- Slovenske opere – Od Belina do Desetega brata, druga, dopolnjena izdaja
- Baleti slovenskih skladateljev – Od Možička do baletnega Fausta